# Clase D (1947)
Los Clase D fueron una serie de tres submarinos de diseño y fabricación española, empezados a construir por la SECN (Sociedad Española de Construcción Navales) en 1932 (el D-1) y finalizados en 1954 (el D-3) por la empresa nacional Bazán. Estos submarinos nunca tuvieron nombre, siendo identificados únicamente por su numeral.

## Dificultades del proyecto
La Sociedad Estatal de Construcciones Navales (delegación de la Vickers en España que tenía arrendados los astilleros de Cartagena, Ferrol y la Carraca en Cádiz) recibió de la Armada Española el encargo de trazar un proyecto de submarino oceánico de 1000 toneladas y 20 nudos de velocidad en superficie y que fuese de diseño y fabricación nacional.
La S.E.C.N encomendó al ingeniero naval y director de la factoría de Cartagena, Áureo Fernández Ávila, el estudio y la redacción del proyecto, por el que se quiso lograr un tipo "C" mejorado, pero se demostró que no es lo mismo construir submarinos con ayuda técnica y siguiendo unos planos y unas especificaciones garantizadas por una firma especializada, como se había hecho con la Clase B y la Clase C, que proyectar un tipo nuevo partiendo de la nada y sin contar con una previa experiencia.
El ministro de Marina José Giral redactó la Ley de 30 de agosto de 1932 que firmó el presidente de la República, Niceto Alcalá-Zamora y Torres. El 22 de noviembre de 1932 se daba la orden de ejecución del primero de la clase D a la factoría de Cartagena, en la cual se plantó la quilla del buque el 23 de septiembre de 1933. 
En teoría se trataba de un buque realmente espléndido para su tiempo, con algo más de 1000 t de desplazamiento en superficie; un cañón de 120 mm y seis tubos lanzatorpedos de 533 mm; 20 nudos de velocidad en superficie y 9.5 en inmersión, una amplia autonomía y una aceptable cota de profundidad de 80 metros. 
En Cartagena, los trabajos sobre la grada del nuevo submarino iban progresando aunque con excesiva lentitud, a pesar de que en la orden de ejecución se puntualizaba que el buque debería entregarse en un plazo de tres años. El 27 de marzo de 1934 se promulgó una ley cuyo artículo primero, apartado B, señalaba: 

"Se autoriza al Gobierno para contratar directamente, fundándose en el apartado cuarto del artículo cincuenta y cinco de la Ley de Administración y Contabilidad de la Hacienda pública, con la Empresa o las Empresas nacionales que puedan cumplir los fines que el proyecto trata de realizar, las siguientes construcciones con arreglo a las características citadas por el Estado Mayor de la Armada y al precio aproximado que para cada uno de los buques se consignan en los siguientes apartados: 

A/... 
 
B/ Dos submarinos iguales al "D-1" actualmente en construcción en Cartagena. Coste aproximado por unidad: diecisiete millones cuatrocientas mil pesetas. 
 
C/...
bold

Estos buques fueron los submarinos D-2 y D-3, los cuales contrató directamente el ministro con la S.E.C.N. La quilla del D-2 fue plantada en Cartagena el 19 de noviembre de 1934 y la del D-3 el 11 de diciembre del mismo año. La construcción del D-1 seguía desarrollándose con lentitud. 
La construcción de los D en Cartagena se llevó a efecto mediante el clásico sistema del remachado que ya estaba prácticamente abandonado en todas partes. Ello evidenciaba el retraso tecnológico de la industria española de la época.
Al iniciarse la guerra civil, las obras del D-1 quedaron paralizadas, así como las de los D-2 y D-3, que apenas habían comenzado con el acopio de materiales, quedando poco menos que abandonados y oxidándose en las gradas. 
Finalizada la contienda, estalló al poco tiempo la Segunda Guerra Mundial. A finales de 1939 se reconsideró la necesidad de proseguir la construcción de los submarinos tipo D o cancelarlos definitivamente, sustituyéndolos por tipos alemanes o italianos ya experimentados. Pero las propias necesidades de las dos potencias en aquel entonces aconsejaron al Estado Mayor de la Armada a decidirse por los inacabados D. 
En febrero de 1940 se dio la orden de reanudar las obras de aquellas unidades. El contrato suscrito con la Sociedad Estatal de Construcción Naval en 1908 había caducado, y para efectuar las carenas y construcciones programadas por el nuevo régimen se creó el Consejo Ordenador de Construcciones Navales Militares, de carácter estatal, que se hizo cargo de las factorías arrendadas a la Naval y a cuyo frente se situó en calidad de presidente el ingeniero naval Áureo Fernández Ávila. 
Con una nación medio destruida, una industria pobre y en ruinas, con faltas de materiales de todas clases, restricciones eléctricas, intentando sostener una difícil neutralidad y pasando hambre, poco podían adelantar los trabajos de los D. Tantas dificultades, sumadas al óxido de varios años y al propio proyecto en sí que adolecía de algunas taras congénitas, dieron por resultado unos buques que dejaban mucho que desear.
El 11 de mayo de 1944 se puso a flote, tras diez años en grada, el D-1, pero su entrega a la Armada no tuvo lugar hasta tres años más tarde, en marzo de 1947, siendo entonces cuando aparecieron todos sus múltiples problemas. Entre ellos, los más importantes fueron: 
- Tenían que salir a superficie proa a la mar
- Al soplar los lastres, pasaba por un momento de estabilidad transversal negativa y con la mar de través corría el peligro de quedar con la quilla al sol.

Debido a la baja calidad de los aceros empleados en su construcción, el desplazamiento subió a 1.095 toneladas en lugar de las 1.050 previstas, y en las pruebas de inmersión que se efectuaron con toda clase de precauciones en la rada de Mazarrón, no bajó nunca a más de 50 metros. 
Cabe añadir que al D-1 se le condujo varias veces a dicho punto convoyado por una grúa flotante que lo mantenía embragado y abarloado a otro submarino. Este, mediante unas mangueras, inundaba los lastres del "D", el cual se sumergía y luego le soplaba los lastres para salir a superficie. 
El presupuesto inicial del D-1 fue de 17.400.000 pesetas de 1932, su coste real fue de 32.500.000 pesetas.
A finales de 1944 se botó el D-2, y su alta en la Armada se demoró hasta mayo de 1951. El D-3 fue botado en 1952 y dado de alta dos años después, por lo que, desde su puesta de quilla, transcurrieron veinte años. 
Podían lanzar los tipos de torpedos G7a y G7e de construcción alemana, con un calibre de 533,4 mm y una longitud de 7,163 m. 
Los "D" adolecían de una larga serie de defectos, que les relegaban a misiones puramente de escuela. Pero no había otra cosa mejor en aquellos tiempos en la Armada, siendo preciso aprovecharlos en la medida de lo posible. Durante su dilatada construcción se introdujeron algunas modificaciones, como el cañón. Cuando salieron a la mar montaban un cañón Krupp de 88 mm en lugar del Vickers de 120 mm que figuraba en el proyecto.

## Modernización
En 1956 y con la ayuda y colaboración de la US Navy nacido tras los acuerdos de 1953, se redactó el Plan de Modernización de la Flota, que tendía, en esencia, a potenciar una serie de unidades anticuadas de la Armada.
En su día se modernizaron varios destructores, fragatas, corbetas y dragaminas, limitándose el número de submarinos a modernizar a dos unidades: D-2 y D-3. El D-1 quedó al margen del programa de modernización, por ser el más antiguo y el que acumuló mayor número de deficiencias. 
El 15 de octubre de 1960, el D-3 pasó a manos de la factoría de Cartagena de la empresa nacional Bazán, y unos meses más tarde, el 28 de julio de 1961, fue el D-2 el que atracó en el muelle de la Cabana, quedando a disposición del personal técnico y operario de la empresa constructora naval. 
Ingenieros españoles y norteamericanos examinaron detenidamente los buques, estudiaron sus planos y formularon sus propuestas de anteproyectos de modificaciones para sacar el máximo partido posible de aquellos submarinos, con vistas a su posterior empleo como naves de adiestramiento para los buques de superficie que, a su vez, se estaban transformando en unidades antisubmarinas. 
El dique flotante "Virgen del Pilar" de la empresa nacional Bazán se encargó de poner en seco a los dos submarinos y devolverlos a las gradas horizontales de la factoría de las que habían salido años atrás. Ya en las mismas, las herramientas del personal del astillero empezaron a desmontar las planchas del casco exterior, cubierta y torreta, manteniendo intacto el casco resistente. 
Los trabajos de modernización afectaron especialmente a las líneas de aguas de los cascos, dotándoles de mejores formas hidrodinámicas. La primitiva vela, con su escalón delantero que soportaba la base del cañón, quedó eliminada y en su lugar se montó una nueva, más pequeña y dotada de portillos a proa, a semejanza de los submarinos italianos de la Segunda Guerra Mundial. El cañón de 88 mm fue suprimido, así como los dos tubos lanzatorpedos de popa, conservando tan sólo los cuatro de proa, a los que se modificaron también las escoras. 
Factor importante de las obras de reforma practicadas en los dos D fue el dotarles de algunos sensores electrónicos, de los que anteriormente carecían por completo. Recibieron un equipo de radar SJ-1, cuya antena giraba sobre un mástil fijo que emergía de la vela, y un sonar WFA-16, cuyo domo se montó a proa del puente. No se les incluyó el snorkel en estas mejoras, lo que obligó a encasillarlos todavía más en su concepto de submarinos de escuela. 
La planta motriz no fue alterada básicamente, pero el cambio del diseño exterior del buque en su conjunto motivó una ligera variación de las velocidades punta, reduciendo hasta los 18 nudos en superficie y aumentando hasta los 10 en inmersión. La redistribución de plantilla para ocupar las nuevas posiciones de radaristas y sonaristas obligó a elevar la dotación a 74 hombres. 
Mientras los dos submarinos estaban en obras en Cartagena, apareció la orden ministerial de 15 de junio de 1961 cambiando las numerales de los buques. De tal modo que los D-2 y D-3 pasaron a denominarse S-21 y S-22, respectivamente, y el D-1, que no se modernizó, cambió su numeral por S-11 y se le suprimió la artillería. 
Los trabajos se prolongaron por espacio de más de dos años. El 15 de diciembre de 1962, el S-22 fue devuelto a la Armada, y el 15 de abril de 1963 finalizaron en el S-21. 
Pero con todos los trabajos efectuados, los dos Serie 20 continuaron siendo malos, defectuosos, ruidosos y hasta peligrosos por su falta de estabilidad transversal. 
El 12 de diciembre de 1965, el S-22 recibió en Cartagena la Bandera de Combate donada por su Ayuntamiento.
Cuando se empezaron a recibir de EE. UU. los clase Balao fueron dados de baja.

## Ascensor submarino A. Génova
Los submarinos clase D montaron de serie la boya de salvamento A. Génova, que se experimentó con éxito el 14 de septiembre de 1931 a bordo del C-3 y que debe su nombre a su inventor, el capitán de corbeta Arturo Génova Torruella.
Este aparato consistía en una gran boya que se alojaba en una esclusa, que se podía comunicar con el mar o con el interior del submarino una vez hecha estanca. La boya iba sujeta al submarino por medio de un cable y poseía unas condiciones de flotabilidad y estabilidad que le permitían estar con seguridad en la superficie. 
Su funcionamiento era sencillo: partiendo de la esclusa, la boya permitía la entrada en ella de una persona, que, ya dentro, se cerraba y estaba en condiciones de que abrieran la tapa de la escotilla para comunicar la esclusa con el mar. El cable era largado y la boya ascendía hasta la superficie. El pasajero podía ver el horizonte mediante mirillas de cristal, así como levantar la tapa y lanzar un cohete o señal de humo con el fin de llamar la atención sobre él.

## Unidades de la Clase D
| Nombre / numeral | Puesta de quilla | Botado    | Alta      | Modernizado | Baja     | Causa                   | Observaciones |
| ---------------- | ---------------- | --------- | --------- | ----------- | -------- | ----------------------- | ------------- |
| D-1 > S-11       | 23-9-1933        | 11-5-1944 | 17-3-1947 | Nunca       | 3-3-1965 | Retirado por antigüedad | Desguazado    |
| D-2 > S-21       | 19-11-1934       | 23-5-1951 | 23-5-1951 | 10-12-1963  | 1-4-1971 | Retirado por antigüedad | Desguazado    |
| D-3 > S-22       | 11-12-1934       | 20-2-1952 | 20-2-1954 | 14-3-1963   | 2-2-1971 | Retirado por antigüedad | Desguazado    |